# Омар Али Сайфуддин I
Омар Али Сайфуддин I ибн Мухаммад Алауддин (малайск. Omar Ali Saifuddin I ibn Muhammad Alauddin; 3 февраля 1711 — 10 июля 1795) — султан Брунея, правивший в 1740—1778 годах.

## Биография
Был вторым сыном султана Мухаммада Алауддина и принцессы Пенгиран Анак Шарбанун.
В 1740 году взошёл на трон в качестве нового султана Брунея, его советником стал тесть Хуссин Камалуддин, который ранее был регентом в течение трёх лет.
В 1769 году в результате военного похода под командованием Сери Лела Аванга Аливаддина была захвачена Манила, в которой ранее находился султан Сулу Мухаммад Азим-уд-Дин I.
В 1771 году войска султана Сулу атаковали Бруней из-за территориальных споров на Сабах. В июне 1774 года подписал торговое соглашение с Великобританией на экспорт перца в обмен на военную помощь в войне с Сулу.
Спустя год, в 1775 году сулуанцы атаковали Баламбанган, но были разгромлены брунейцами и британцами и отступили.
В 1777 году британцы покинули Бруней, что привело к ослаблению Ост-Индской компании в этом районе.
В 1778 году отрёкся от престола в пользу сына и наследника Мухаммада Таджуддина.
Скончался 10 июля 1795 года в возрасте 84 лет, был похоронен в Королевском мавзолее Брунея.